# Argyrogrammana denisi
Argyrogrammana denisi is een vlindersoort uit de familie van de prachtvlinders (Riodinidae), onderfamilie Riodininae.
Argyrogrammana denisi werd in 1995 beschreven door Gallard.